# رایزل بوزیک
رایزل بوزیک (لهستانی: Reizl Bozyk؛ ‏ ۱۳ مهٔ ۱۹۱۴ – ۳۰ سپتامبر ۱۹۹۳) بازیگر اهل لهستان بود.
از فیلم‌ها یا برنامه‌های تلویزیونی که وی در آن نقش داشته است، می‌توان به عبور از دلنسی اشاره کرد.